# Mexcala quadrimaculata
Mexcala quadrimaculata is een spinnensoort uit de familie van de springspinnen (Salticidae).
De wetenschappelijke naam van de soort werd in 1942 als Cosmophasis quadrimaculatus gepubliceerd door Reginald Frederick Lawrence.